# Nelson Demarco
Nelson Walter Demarco Riccardi, född 6 februari 1925 i Montevideo, död 22 juli 2009, var en uruguayansk basketspelare.
Demarco blev olympisk bronsmedaljör i basket vid sommarspelen 1952 i Helsingfors.